# 熱田電気軌道
熱田電気軌道株式会社（熱田電氣軌道株式會社、あつたでんききどう）は、かつて愛知県名古屋市において路面電車を運営していた企業（株式会社）である。

## 概要
山田才吉などの地元有志が集まって埋立地への路線敷設を目指し、特許を受けた後、1910年（明治43年）4月に会社が設立された。熱田神戸橋東 - 東築地間 (2.4km) の路線は、会社設立の3か月後の1910年7月に営業を開始した。軌道は堀川東側の堤防上に敷設された。
1912年（大正元年）9月には、新堀川を渡る熱田伝馬町 - 熱田神戸橋東間が開業し、熱田伝馬町 - 東築地間3km余りの路線となった。熱田伝馬町では、名古屋電気鉄道熱田線（後の名古屋市電熱田線）と愛知電気鉄道常滑線（現・名鉄常滑線）に接続した。しかし熱田伝馬町までの開業まもない1912年9月23日、台風の直撃によって熱田に高潮が流れ込み、変電所が使用不可能になるという被害を受けた。この時は、名古屋電気鉄道の変電所を借りることで急場を凌いでいる。
沿線がほとんど開発されていない地域であったことから経営は厳しく、会社では水族館や遊園地、海水浴場の運営なども図るなどして増収に努めた。それでも無配の決算が続いたため、愛知県知事が名古屋電気鉄道への合併を斡旋する。紆余曲折があったが、名古屋電気鉄道の常務であった上遠野富之助が熱田電気軌道の株主となっていた縁もあり、1919年（大正8年）4月に吸収合併が成立、軌道線は名古屋電気鉄道の路線に組み込まれた。
名古屋電気鉄道に吸収合併されてから3年が経った1922年（大正11年）8月、名古屋電気鉄道は名古屋市電気局に事業を譲渡したため、熱田電気軌道が敷設した区間も名古屋市電の一部となった。市営化時、旧熱田電気軌道線は熱田線の一部とされたが、その後東築地線に改称された。市営以降の旧熱田電気軌道線は、1940年（昭和15年）5月に並走路線が開通した内田橋（旧・熱田神戸橋東） - 南陽館前（旧・東築地）間が廃止されたが、残る熱田伝馬町 - 内田橋間は、市電全廃（1974年3月31日）を間近に控えた1974年（昭和49年）2月16日まで存続した。

## 年表
- 1909年（明治42年）8月1日 - 山田才吉らが軌道敷設特許を申請。
- 1910年（明治43年）
  - 3月4日 - 軌道敷設特許を取得。
  - 4月12日 - 熱田電気軌道設立。
  - 7月15日 - 熱田神戸橋東 - 東築地間が開業。
- 1912年（明治45年）
  - 1月20日 - 熱田伝馬町 - 熱田神戸橋東間の軌道敷設特許を申請、後に特許を取得。
  - 9月1日 - 熱田伝馬町 - 熱田神戸橋東間が開業。
- 1919年（大正8年）4月15日 - 熱田電気軌道が名古屋電気鉄道に合併。

## 保有路線

### 路線データ
- 区間：熱田伝馬町 - 東築地 (3.4km)
- 軌間：1,067mm
- 電化区間：全線（直流600V）
- 停留所数：8か所

### 停留所一覧
熱田伝馬町 - 熱田神戸橋東（内田橋） - 明治新田 - 紀北橋 - 缶詰会社 - 運河 - 遊園地 - 東築地（南陽館前）
熱田神戸橋東停留場、東築地停留場の改称時期は大正初期。

## 計画路線
熱田伝馬町 - 熱田新宮坂町間
1910年（明治43年）6月25日に熱田神戸橋より北への延伸特許を申請した際、申請区間は熱田神戸橋 - 熱田新宮坂町間1.2kmであった。この区間の特許を取得した後、熱田電気軌道は1902年（明治45年）1月20日に神戸橋 - 新宮坂町間を神戸橋 - 熱田伝馬町までの1.0kmに変更する申請を行った。変更は認められ、神戸橋 - 伝馬町間は1912年に開業している。
熱田新宮坂町 - 枇杷島町間
1910年12月18日に出願した、軽便鉄道区間。熱田新宮坂町を起点とし、名古屋の東方および北方を迂回して愛知郡呼続町・同郡御器所村・名古屋市中区鶴舞町・愛知郡千種町・西春日井郡六郷村・同郡杉村・同郡金城村を経由し、西春日井郡西枇杷島町へ至る、14.8kmの路線であった。建設は不可能と判断されたため、1914年（大正3年）11月5日に出願は却下された。

## 輸送・収支実績
| 年度 | 乗客（人） | 営業収入（円） | 営業費（円） | 益金（円） | その他益金（円） | その他損金（円）  | 支払利子（円） |
| ---- | ---------- | -------------- | ------------ | ---------- | ---------------- | ----------------- | -------------- |
| 1910 | 187,622    | 6,158          | 5,146        | 1,012      | 利子146          | 創立費償却524     |                |
| 1911 | 308,769    | 10,281         | 9,161        | 1,120      | 利子257          |                   |                |
| 1912 | 26,861     | 10,262         | 8,106        | 2,156      | 利子34           | 風水害欠損6,892   |                |
| 1913 | 136,359    | 9,299          | 9,694        | ▲ 395      | 利子37           | 風水害復旧費8,379 |                |
| 1914 | 214,086    | 9,752          | 9,617        | 135        | 利子89           | 臨時費127         |                |
| 1915 | 196,163    | 9,198          | 9,155        | 43         | 利子64           |                   |                |
| 1916 | 253,063    | 10,988         | 8,959        | 2,029      |                  |                   |                |
| 1917 | 293,811    | 40,543         | 26,034       | 14,509     |                  |                   |                |
| 1918 | 310,849    | 19,020         | 17,158       | 1,862      |                  |                   | 1,002          |
| 1919 | 89,313     | 2,404          | 4,074        | ▲ 1,670    |                  | 34,387            | 1,257          |

- 鉄道院年報、鉄道院鉄道統計資料各年度版

## 保有車両
1910年に、地元熱田の日本車輌製造で製造された車両を使用していた。車両番号10号から13号までの4両で、木造で運転台に窓ガラスはあるが側面のドアがない形態の単車であった。台車はブラッシュ製。定員は34人。名古屋電気鉄道への合併後の動向は不明。